# 本郷新
本郷 新（ほんごう しん 、1905年（明治38年）12月9日 - 1980年（昭和55年）2月13日）は、日本の彫刻家。新制作協会彫刻部創立会員。息子は俳優の本郷淳、義娘（息子の妻）は柳川慶子。孫は俳優の本郷弦（無名塾所属）。

## 来歴
北海道札幌区（現札幌市）生まれ。父・敏慎（びんしん）は島根県松江市出身で、札幌農学校を卒業後に種苗・農具の会社を設立した。母・楯（じゅん）は山形県鶴岡市出身で、スミス女学院を卒業。キリスト教的な雰囲気の教育方針をとった。6人兄弟の次男。実家は南1条西13丁目。
1919年、旧制・札幌第二中学校（現北海道札幌西高等学校）に入学。父の経営する会社が東京に進出したことから、東京の順天中学校に転入。東京在住時に展覧会を見て回るようになり、美術への関心を高める。
父の言いつけにより札幌に帰郷し、1923年に旧制・北海中学（現北海高等学校）に転入。美術部及びサッカー部に所属した。南部忠平は級友であった。東京美術学校志望だったが親に反対され、産業との関係が深い東京高等工芸学校彫刻部（現千葉大学工学部）に1925年に入学。作品が完成するたびに高村光太郎のもとを訪れ批評を受けた。ただしこの頃の高村はすでに彫刻を離れ、詩作に専念していた時期であった。教授に造幣局への就職を斡旋してもらうも、断って彫刻家を目指す。学校ではメダル彫刻を徹底的に叩き込まれたために、レリーフ彫刻が得意となった。
1930年、俣野温子と結婚。三岸好太郎の親友でもある夭折の画家・俣野第四郎の実妹にあたる。当初は東長崎の借家に暮らし、1933年からは梅丘に移り住んで約50年間暮らすことになる。
1931年に国画会の国画奨学賞を受賞し、1934年に同会員となる。1939年に脱会し、舟越保武、佐藤忠良、柳原義達らとともに新制作協会彫刻部創設に参加。中心メンバーとして活躍する。1942年、日本大学での講義をもとにした著書『彫刻の美』が、太平洋戦争の戦時下ながら2万5千部を発行するベストセラーとなる。1944年、妻温子を結核で亡くし、母の手引きにより小林重子と再婚。
1945年、日本美術会創設に参加。1948年、日本共産党へ入党。1950年以降、野外彫刻に積極的に取り組むようになる。
平和運動に積極的に参加し、1952年から第1回ウィーン平和会議出席のために渡欧。チェコやソ連の国家体制と結びついた社会主義リアリズムへの関心を強めた。1956年にはアジア連帯文化使節団の一員として世界各地を訪問した。
1960年、7年前に制作していた「嵐の中の母子像」が、平和の象徴として広島平和記念公園に設置される。
1965年、小樽市春香山にアトリエを建設。設計は田上義也。
1977年、故郷札幌の宮の森にギャラリーを兼ね備えたアトリエを建設。
1979年に勲三等瑞宝章を受章したが、受章は周囲から反対されたという。
1980年、肺癌により死去。生前より自ら進めていた財団設立構想をもとに、没後はコレクションと宮の森のアトリエが札幌市に寄贈され、本郷新記念札幌彫刻美術館となる。

## 人物
戦後日本の具象彫刻を牽引した彫刻家。彫刻の社会性、公共性を重視し、ヒューマニズムに貫かれたモニュメンタルな野外彫刻の制作に熱意を注いだ。その野外彫刻は、北海道から鹿児島県まで全国80箇所あまりに設置されている。1950年に自身最初の野外彫刻「汀のヴィーナス」を上野駅前に設置したが、これは日本初となる公共の場に設置された裸婦像であったとされる。西洋では一般的であった野外彫刻文化を日本に持ち込んだ。この功績から、公共彫刻を対象とした「本郷新賞」が1983年に設立され、2013年からは「本郷新記念札幌彫刻賞」にリニューアルされた。
作品の公共性から、彫像を損壊される事件にたびたび遭った。1953年に立命館大学に設置された戦没学生記念像「わだつみ像」は、学生運動が激しかった1969年に全共闘を名乗る集団によって破壊されるという事件が起きた。旭川市常磐公園に設置した「風雪の群像」はアイヌの描写について論争となり、1972年には東アジア反日武装戦線の前身グループによって破壊されるという風雪の群像爆破事件が起きた。

## 受賞歴
- 1931年 - 国画奨学賞（「女の顔」）
- 1944年 - 野間美術賞（「援護の手（母子像）」）
- 1953年 - 日本平和文化賞（「わだつみのこえ」）
- 1959年 - 日本国際美術展優秀賞（「哭」）
- 1974年 - 北海道新聞文化賞

- 1978年 - 北海道文化賞
- 1979年 - 勲三等瑞宝章

## 主な彫刻作品の設置場所
- 「北の母子像」　1978年　北海道庁
- 「牧歌」　1960年　札幌駅南口公園
- 「三人の像”lesson”」　1976年　札幌グランドホテル
- 「氷雪の門」　北海道稚内市
- 「冬の像」　幣舞橋（北海道釧路市）
- 「泉の像」　札幌大通公園（北海道札幌市）
- 「雪華の舞」　北海道札幌市真駒内　（第11回冬季オリンピック記念碑）
- 「石狩 -無辜の民-」　北海道石狩市
- 「風雪の群像」　北海道旭川市常磐公園
- 「石川啄木」1958年　北海道函館市大森浜・啄木小公園
- 「老人」1981年　花と彫刻の道（兵庫県神戸市中央区加納町6）
- 「花束」1971年　姫路市立美術館（兵庫県姫路市）
- 「嵐の中の母子像」(1953年石膏原型制作：本郷新記念札幌彫刻美術館蔵)、　広島市記念公園（広島県広島市1960年）、立命館大学びわこ・くさつキャンパス（滋賀県草津市1992年国際平和ミュージアム設置、1998年BKCレストガーデン移設）、北海道立近代美術館(北海道札幌市。1971年設置1977年再設置)、長島美術館(鹿児島市・1989年)、平和祈念館(長万部町・1984年)　滅亡した大日本帝国で生き残った母子が苦難に立ち向かう姿を表現した。立命館大学では、毎年12月に像の前で「不戦のつどい」が行われている。[9]
- 「わだつみのこえ」（立命館大学国際平和ミュージアム、北海高等学校他）　（戦没学生記念像）
- 「母子像」池袋駅東口
- 「北の母子像」 1978年　横須賀市自然人文博物館前庭
- 「奏でる乙女」　東京都港区　六本木交差点
- 「緑の讃歌」　1973年　大阪市中之島公園

## ギャラリー

石狩 -無辜の民-（北海道石狩市弁天町）
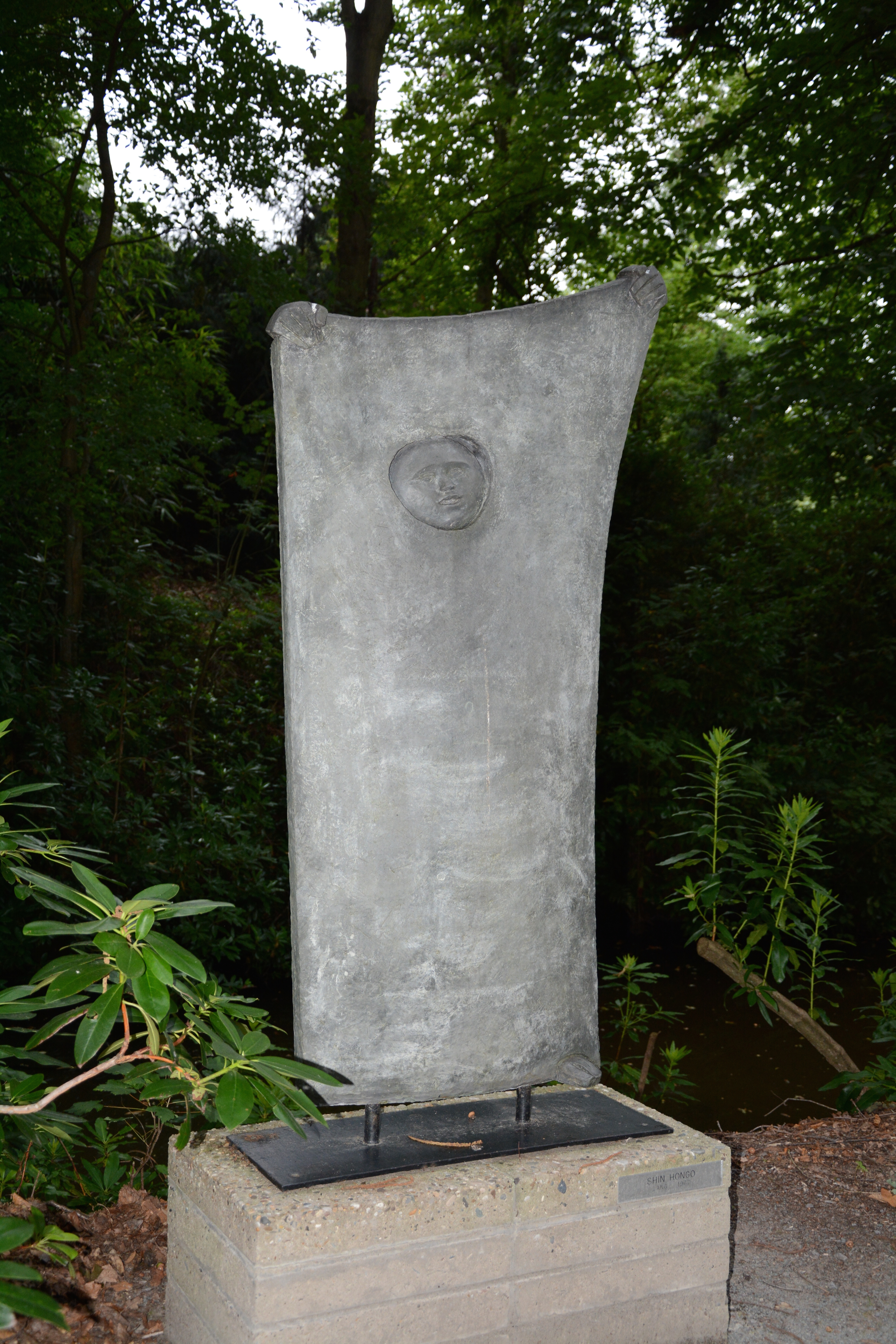
声（ベルギー アントウェルペン・ミドルハイム美術館）

## 著書・参考文献
- 彫刻の美 冨山房 1942／中央公論美術出版 1980、新版2005
- 一彫刻家の入党記録「自由の旗の下に 私はなぜ共産党員になつたか」労農救援会編、三一書房 1949
- されど「わだつみ」は起つ「平和運動20年記念論文集」日本平和委員会編、大月書店 1969
- 本郷新 現代彫刻センター 1975
- 本郷新記念札幌彫刻美術館 ニュー・スカルプチュア・センター 1981
- 本郷新-彫刻集 求龍堂 1981
- おやじとせがれ 彫刻家父本郷新の思い出 本郷淳 求龍堂 1994